# Мала Нисогора
Мала Нисогора (рос. Малая Нисогора) — присілок в Лешуконському районі Архангельської області Російської Федерації.
Населення становить 14 осіб. Входить до складу муніципального утворення Лешуконське муніципальне утворення.

## Історія
Від 1937 року належить до Архангельської області.
Від 2004 року належить до муніципального утворення Лешуконське муніципальне утворення.

## Населення
| 2002 | 2010 | 2012 |
| ---- | ---- | ---- |
| 31   | ↘14  | →14  |